# Flora of the Southeastern United States
Flora of the Southeastern United States (abreujat Fl. S.E. U.S.) és un llibre amb il·lustracions i descripcions botàniques que va ser escrit pel botànic i taxònom estatunidenc especialitzat en flora dels Estats Units, John Kunkel Small. Va ser editat l'any 1903 amb una segona edició a l'any 1913.